# Салют-4
Салют-4 (ДОС-4 або № 124) — радянська орбітальна станція, виведена на орбіту ракетою-носієм «Протон-К» 26 грудня 1974 року. Зійшла з орбіти 3 лютого 1977 року.
Під час польоту станції на неї прибули два екіпажі: Олексій Губарєв і Георгій Гречко на кораблі Союз-17 (перебували на станції 29 діб; здійснювали астрономічні експерименти), Петро Климук і Віталій Севастьянов на кораблі Союз-18 (перебували на станції 62 доби; здійснювали інтенсивні фізичні тренування; вирощували «космічні рослини»; спостерігали за Сонцем; фотографували поверхню Землі).
Також здійснено спробу запуску корабля Союз-18а і безпілотний політ корабля Союз-20.
Окремо під час польоту станції здійснено ЕПАС — спільний політ кораблів Союз-19 і Аполлон-18.

## Параметри
- Довжина — 15,8 м
- Найбільший діаметр — 4,15 м
- Об'єм житлових відсіків — 90 м³
- Маса при запуску — 18900 кг
- Ракета-носій — Протон-К
- Нахил орбіти — 51,6°
- Площа сонячних батарей — 60 м²

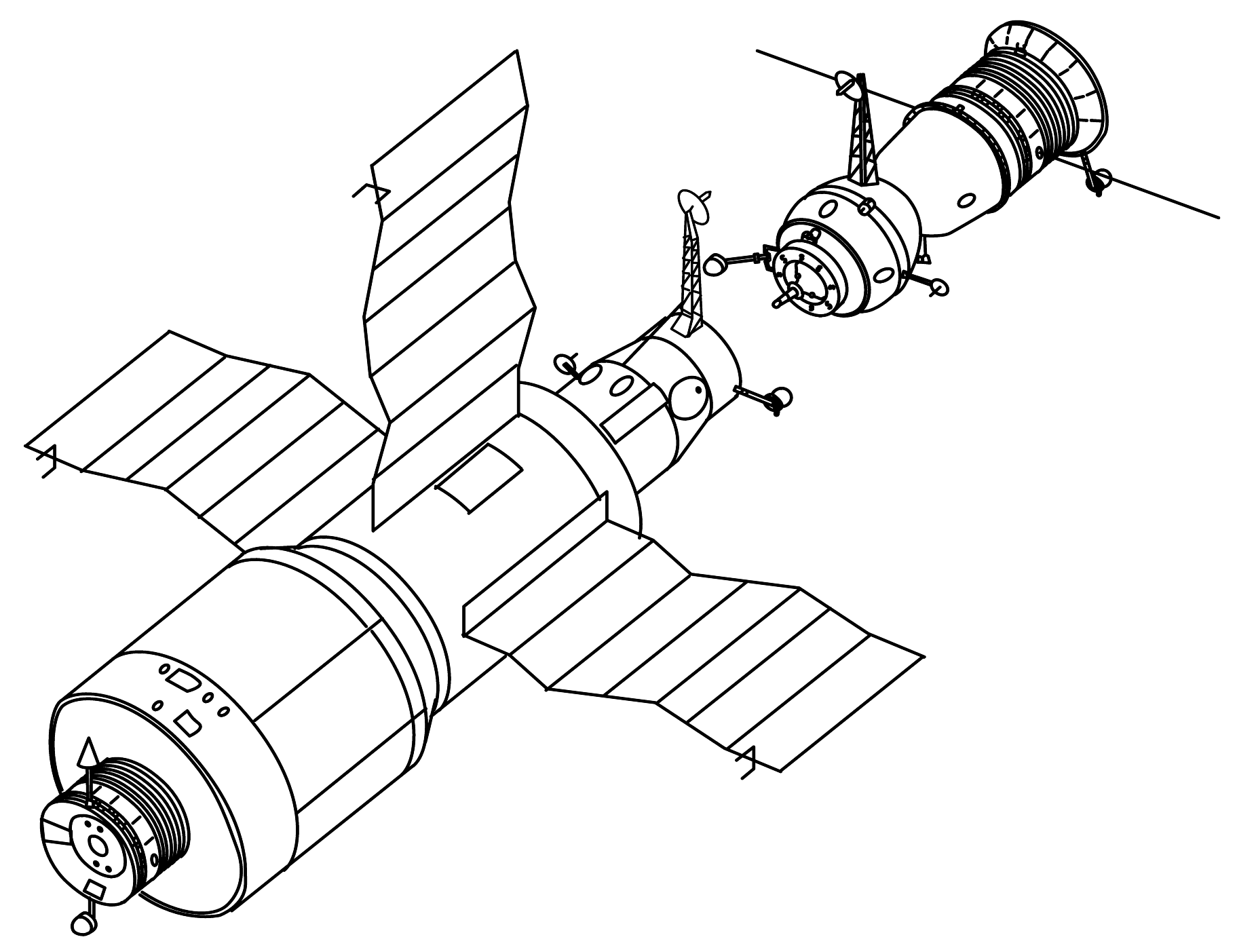
Станція Салют-4 (зліва) і корабель Союз

- Кількість сонячних батарей — 3
- Електрична потужність — 4 кВт
- Кораблі забезпечення — Союз
- Кількість стикувальних портів — 1
- Загалом пілотованих польотів — 3
- загалом безпілотних польотів — 1
- Загалом довготривалих пілотованих польотів — 2

## Наукова апаратура станції
На борту орбітальної станції було близько 2 т наукової апаратури, зокрема: сонячний телескоп ОСТ-1 (розробки КрАО) з діаметром дзеркала 25 см, спектрометри (дифракційний КДС-3, для реєстрації ізотопів легких ядер СИЛЯ-4, сонячний КСС-2, інфрачервоний телескоп ІТС-П), реєстратори метеорної речовини ММК-1 і нейтральних частинок «Рябіна», мас-спектрометр «Спектр», датчик температури верхньої атмосфери «Емісія», апаратура для спостереження за Землею (КАТЕ-140, КАТЕ-500, БА-ЗК), телефотометр «Мікрон», обладнання для медичних і технологічних експериментів.

## Політ
| Дата         | Час (UTC) | Подія |
| ------------ | --------- | --- |
| 1974 рік     |           | |
| 26 грудня    | 21:43:37  | З космодрому Байконур ракетою-носієм Протон-К запущено орбітальну станцію Салют-4 (ДОС-4). |
| 1975 рік     |           | |
| 10 січня     | 21:43:37  | З космодрому Байконур ракетою-носієм Союз запущено космічний корабель Союз-17 з екіпажем Губарєв/Гречко. |
| 12 січня     | 01:25     | Союз-17 зістикувався з орбітальною станцією Салют-4. |
| 24 січня     |           | Зійшла з орбіти орбітальна станція Салют-3 (Алмаз-2). |
| 7 лютого     |           | Екіпаж почав консервацію станції. |
| 9 лютого     | 06:08     | Космічний корабель Союз-17 відстикувався від станції Салют-4. |
| 9 лютого     | 11:03:22  | Союз-17 успішно приземлився за 110 км на північний схід від міста Цілиноград. |
| 5 квітня     | 11:04:54  | З космодрому Байконур ракетою-носієм Союз запущено корабель Союз-18а з екіпажем Лазарєв/Макаров. Другий ступінь ракети-носія не відокремився і під час запуску двигуна третього ступеня стався вибух. Автоматична система відокремила спусковий апарат (СА) і він здійснив аварійну посадку об 11:26:21 офіційно в Алтайських горах. Місце посадки корабля Союз-18а точно невідоме, зокрема деякі джерела стверджують, що посадка здійснена в Монголії або Китаї. Перевантаження при посадці становило понад 20G. |
| 24 травня    | 14:58:10  | з космодрому Байконур запущено корабель Союз-18 з екіпажем Климук/Севастьянов. |
| 25 травня    | 21:30     | Корабель Союз-18 зістикувався зі станцією Салют-4. |
| 15 липня     | 12:20:00  | З космодрому Байконур ракетою-носієм Союз запущено космічний корабель Союз-19 з екіпажем Леонов/Кубасов. |
| 15 липня     | 19:50:01  | З космодрому на мисі Канаверал ракетою-носієм Сатурн-1Б запущено космічний корабель Аполлон-18 з екіпажем Стаффорд/Бранд/Слейтон. |
| 17 липня     | 16:09:09  | Союз-19 зістикувався з Аполлоном-18. |
| 19 липня     | 12:03:20  | Союз-19 відстикувався від Аполлону-18; кораблі були зістиковані 43 години 54 хвилини 11 секунд. |
| 19 липня     | 12:33:39  | Друге стикування Союз-19 з Аполлоном-18. |
| 19 липня     | 15:26:12  | Відстикування Союз-19 від Аполлону-18; кораблі були зістиковані загалом 46 годин 46 хвилин 44 секунди. |
| 21 липня     | 10:50:51  | Союз-19 успішно приземлився за 87 км на північний схід від міста Аркалик. |
| 24 липня     | 21:18:24  | Аполлон-18 успішно приводнився в Тихому океані 21°52′ пн. ш. 162°45′ зх. д. / 21.867° пн. ш. 162.750° зх. д. |
| 26 липня     | 06:08     | Союз-18 відстикувався від станції Салют-4. |
| 26 липня     | 11:03:22  | Союз-18 успішно приземлився за 56 км на північний схід від міста Аркалик. |
| 17 листопада | 14:36:37  | З космодрому Байконур ракетою-носієм Союз запущено безпілотний корабель Союз-20. |
| 19 листопада | 21:30     | Союз-20 в автоматичному режимі зістикувався зі станцією Салют-4. |
| 1976 рік     |           | |
| 16 лютого    |           | Союз-20 відстикувався від Салют-4 (Спільний політ тривав 90 діб). |
| 16 лютого    | 02:24     | Союз-20 успішно приземлився за 56 км на північний схід від міста Аркалик. |
| 22 червня    | 18:04:00  | з космодрому Байконур ракетою-носієм Протон-К запущено орбітальну станцію Салют-5 (ОПС-3). |
| 1977 рік     |           | |
| 3 лютого     |           | Орбітальна станція Салют-4 зійшла з орбіти. |